# Phoebe Buffay
Phoebe Buffay-Hannigan es un personaje ficticio de la serie de televisión Friends (1994-2004). Es interpretada por la actriz ganadora de un premio Emmy y nominada a los Globos de Oro, Lisa Kudrow.

## Antecedentes

### Primeros años
Phoebe nació el 16 de febrero de 1968 junto a su hermana gemela Úrsula (también interpretada por Lisa Kudrow). Tiene un medio hermano llamado Fran Buffay Jr. (Giovanni Ribisi). Lily fue la madre adoptiva de las gemelas, quienes no supieron hasta la edad adulta que Lily las había adoptado. Úrsula se enteró de esto por una carta que le dejó su madre antes de suicidarse, pero no se lo contó a Phoebe. No se sabe mucho sobre los primeros años de vida de Phoebe, salvo que era de Nueva York, los curiosos métodos de crianza de Lily, que su padre abandonó a la familia cuando ella era muy joven, y que Lily se suicidó.
La vida de Phoebe cambió dramáticamente a sus catorce años cuando Lily se suicidó metiendo su cabeza en el horno justo antes de Navidad. El padrastro de Phoebe estaba en prisión en ese momento. A los 15 años, Phoebe vivía en las calles de Nueva York. Se desconoce qué pasó con Úrsula después de la muerte de su madre, pero se sabe que las gemelas no permanecieron juntas.
Phoebe vivió en muchos lugares, entre ellos en un coche quemado. No fue a la escuela secundaria o a la universidad, pero afirma que se solía reunir detrás de un contenedor pequeño para aprender francés, idioma que habla con fluidez, además de un poco de italiano. 
Phoebe recurrió a la delincuencia en distintas ocasiones para sobrevivir. A los catorce años, asaltó al adolescente Ross Geller cerca de una tienda de historietas para robarle su copia del cómic Science Boy. También mencionó haber vivido en Praga, pero se niega a contar más a sus amigos. Asimismo, vivió con un hombre albino que limpiaba ventanas en una estación de autobuses y con un hombre llamado Sidney que hablaba con su mano. Phoebe afirma que se contagió de hepatitis cuando un proxeneta escupió en su boca. Afirma haber sido apuñalada por un oficial de policía a quien ella apuñaló también.
Phoebe aprendió a boxear en la Asociación Cristiana de Jóvenes. Afirma haber sido torturada, y haber trabajado haciendo sombreros mexicanos (su jefe la llamaba «chica blanca mala» por no hacerlos suficientemente grandes). Las referencias a su pasado demuestran que su vida es muy diferente a la de sus amigos.
Mónica la acogió como compañera de piso, dando inicio a su amistad. Mientras convivió con Mónica, se casó con Duncan, un canadiense gay, patinador sobre hielo profesional, para ayudarlo a obtener un visado de residencia. Más tarde, él revela que en realidad le gustan las mujeres y que solo era gay para "encajar" con sus compañeros. Finalmente se divorcian, a pesar de que Phoebe siente algo por él. Se mudó a casa de su abuela cuando se hartó de Mónica y su obsesión con la limpieza. Después de la muerte de su abuela, Phoebe heredó su taxi amarillo y un apartamento en Nueva York.
Ya de adulta, contacta a una amiga de sus padres, también llamada Phoebe (Teri Garr), quién luego de varias presiones termina confesando que ella es su verdadera madre biológica.

## Personalidad
Su aparente ingenuidad y falta de sofisticación se reflejan en su manera de hablar y en sus acciones, lo que la coloca en el arquetipo de la "rubia tonta". Sin embargo, esta aparente lentitud es en realidad parte de su encanto y humor, ya que Phoebe demuestra una perspicacia emocional y una sabiduría única que a menudo sorprende. Su inocencia aparente esconde una comprensión profunda de la naturaleza humana, lo que la convierte en uno de los personajes más queridos de la serie. Algunos ejemplos son: no aprende a ir en bicicleta hasta que Ross le compra una y le enseña cómo hacerlo, como ella cree que Papá Noel existe, hasta que Joey le dice lo contrario, entre muchos otros en los que ella es utilizada como chascarrillo. Phoebe también destaca en el grupo por tener inteligencia callejera; habiendo crecido sin hogar, sabe cómo salir adelante.
En un capítulo de la serie, ella y Ross son asaltados, y termina teniendo un feliz reencuentro con un viejo amigo de los días en los que ella robaba. También muestra que lleva un cuchillo en el bolso y otro en el calcetín derecho, además de descubrir que durante su infancia robó a Ross al verle como una presa fácil saliendo de una tienda de cómics.
Phoebe a menudo utiliza su infancia caótica y su pasado traumático como método para aprovecharse de sus amigos, utilizando referencias a la muerte de su madre para salirse con la suya. Además, a Phoebe no parece importarle que sus amigos sepan que es una estratagema, como cuando Rachel descubre que está usando la muerte de su madre para conseguir el teléfono de un chico que les gusta a los dos y ella termina disculpándose, ya que supuestamente pensaba que no lo había dicho antes.
Phoebe cree en la reencarnación, como cuando cree estar poseída por una mujer de 82 años con asuntos pendientes o cuando afirma que su madre fallecida ha vuelto en forma de gato, y se refiere a muchos dioses; sin embargo, no todas sus creencias parecen estar conectadas internamente. Ella es muy abierta a la existencia de fenómenos paranormales y está dispuesta a considerar las teorías semi-científicas más extravagantes, haciendo que Ross se desespere y discuta con ella muchas veces. Sumado a esto, no cree en la teoría de la evolución o en la gravedad, afirmando que ella no siente una fuerza constante que la empuje hacia abajo, además de usar su negación de la evolución para frustrar a Ross y hacer que este cuestione sus creencias, lo que después le echa en cara para hacerle sentirse mal. Phoebe también afirma que escucha voces en su cabeza, e incluso, en un momento dado, escucha lo que Joey está cantando en su cabeza. 
En otro episodio, manifiesta creer que el espíritu de su amiga se encuentra en un pedazo de lápiz. En el episodio "El de todos los Acciones de Gracias", Phoebe revela su creencia de que poseía el mismo aspecto en al menos dos vidas anteriores —durante la guerra civil estadounidense y la Primera Guerra Mundial— en ambas ella era una enfermera en el campo de batalla que perdió su brazo en un Día de Acción de Gracias. Ella dice que Joey no tiene recuerdos de alguna vida anterior porque él "es nuevo".
Phoebe aceptó ser la madre de alquiler para su hermano Frank Jr. y su esposa Alice Knight. En la quinta temporada, en el episodio "El capítulo 100" ("El de los trillizos"), da a luz a sus tres hijos: Chandler (cuyo nombre había sido asignado antes de nacer en honor a Chandler Bing, ya que pensaban sería un niño), Frank Jr. Jr. y Leslie. Mientras estaba embarazada, ella se divierte viendo las reacciones de las personas después de decirles que los hijos eran de su hermano.
Su oposición a las grandes empresas es parte de varios episodios. Phoebe odia la idea de la avaricia y las cadenas de tiendas, como Pottery Barn (aunque termina gustándole). En la novena temporada, en el capítulo "El del test de fertilidad", trata de convencer a Rachel de no canjear un certificado de regalo para un spa de masajes debido a que les roba el trabajo a los terapeutas de masajes independientes como Phoebe. Sin embargo, cuando Rachel visita el spa para canjear su certificado de regalo, se revela que Phoebe está trabajando en el spa como terapeuta de masajes. Incluso cuando Rachel dice que ella debería renunciar ya que lo odia tanto, ella aparentemente mantiene el trabajo. Phoebe también manifiesta su odio por las grandes empresas en otro capítulo donde llama para hacer efectiva la garantía de un producto y la dejan en espera por más de un día, a lo cual ella se niega a colgar el teléfono ante la súplica de sus amigos.
En ocasiones se hace referencia a Phoebe como una bebedora empedernida, aunque ella nunca demuestra dependencia alguna. En la séptima temporada, cuando describe sus sentimientos por un hombre con el que está saliendo, Phoebe le dice a Mónica que se siente como si hubiera bebido diez copas, aunque había bebido solo seis. También tomó más de veinte copas en un evento de caridad, diciendo que lo hizo para que los niños no se lo pudieran beber. En la fiesta de cumpleaños de Mónica, cuando Mónica está muy borracha, Phoebe decide emborracharse más para que la gente no se dé cuenta. En otros momentos también ha llegado a beber alcohol durante un desayuno de bufé en Las Vegas.
Phoebe también es la única del grupo que es zurda, pero hace muchos trabajos con su mano derecha. En el capítulo "El del robo", ella menciona que los otros miembros del grupo se han relacionado con anterioridad: Ross y Mónica son hermanos, Rachel es la vieja amiga de Mónica, y Chandler era compañero de habitación de Ross en la universidad, mientras que ella está alejada del grupo, ya que es la única que vive lejos. Cuando se habla de quién podría desaparecer del grupo después de que Ross y Rachel cortaran, Rachel le dice que siempre pensó que ella sería la que se iría primero, ya que vive lejos y no está emparentada con ninguno. También es confundida por una estrella de porno, que resulta ser su hermana gemela usando el nombre de Phoebe para no aparecer con el suyo.
En una ocasión, Phoebe estuvo a punto de tatuarse una flor de Lis en el hombro derecho en honor a su madre llamada Lisa, aunque únicamente en ese capítulo es llamada Lisa, en los demás, Phoebe siempre la menciona como Lily.

### Música
Las habilidades musicales, algo dudosas, de Phoebe son una popular fuente de entretenimiento. Sus canciones incluyen, "The Double-Double-Double-Jointed Boy", "Bisexuals", "Sue, Sue, Suicide", "Sticky Shoes", "Holiday Song", "Ode to a Pubic Hair (Little Black Curly Hair)", y la más notable: "Smelly Cat". En la serie, "Smelly Cat" (gato apestoso) se convierte en la música de un anuncio de arena para gatos (interpretada por otra cantante) así como de un lanzamiento comercial importante (tampoco cantada por ella). Otros temas populares incluyen "The Grandma Song" (una canción sobre la muerte de su abuela), y "The Cow in the Meadow goes Moo" (una canción sobre la producción de carne y embalajes).
También ha cantado en un programa para una biblioteca pública, ganándose el sobrenombre entre los niños de "La mujer que canta sobre la verdad", quienes la buscan después de ser despedida de la biblioteca. En "El del sueño de Rachel" en la novena temporada, Phoebe canta en la puerta del restaurante de Mónica, para consternación de esta, debido a que las canciones de Phoebe no son aptas para un restaurante de lujo. Los clientes le gritan, "¡Apestas!" y "¡Cállate y ve a casa!". Phoebe malinterpreta esto como solicitudes de dos de sus canciones. También canta una canción llamada "Happy Birthday Emma" en la décima temporada, en la ocasión del cumpleaños de la hija de Ross y Rachel, Emma.
Las influencias musicales de Phoebe y sus bandas favoritas son heterogéneas. Ella parece conocer algunos temas de Lionel Richie a la perfección, como también algo de rock, heavy metal y hard rock que puede ser claramente constatado. Por citar algunos ejemplos:
- En la cuarta temporada Phoebe y su madre dicen que les gustan The Beatles. En su boda con Mike en la última temporada, la canción "Here, There and Everywhere" de los Beatles suena mientras camina por el altar.
- En la séptima expresa su amor por la banda grindcore Carcass.
- En la octava trata de conocer a Sting y le pide a Ross que le consiga boletos para el concierto, cantándole una canción que inventó en la que decía: "Ross can", haciendo referencia a la canción de The Police "Roxanne".
- En la novena dice que está "trabajando en un par de covers de Iron Maiden".
- En una ocasión dice haber ido a un concierto de Grateful Dead.
- También en la novena canta la canción "We Are The Champions" de Queen en un piano.

En un capítulo menciona que piensa que la canción más romántica de amor es "Hold me closer, young Tony Danza" (confusión con "Tiny Dancer" de Elton John). Ella describe su estilo musical como "cosas acústicas y folk". Al principio de la serie, toca en una afinación abierta, que requiere solo un dedo para tocar acordes mayores. Mientras intenta enseñar a Joey a tocar la guitarra, ella se profesa ser "autodidacta" y no saber los nombres reales de los acordes. Se refiere al sol sostenido como "Iceberg" y al la como "garra de oso" por las formaciones de su dedo mientras las toca.
"Smelly Cat" aparece por primera vez en el episodio de la segunda temporada, "El del bebé en el autobús", donde se revela como la canción menos popular de Phoebe, pero la favorita de Rachel. Al final del episodio, Phoebe le enseña a un personaje, interpretado por la artista invitada Chrissie Hynde ,a tocar la canción. También representa "Smelly Cat" junto con la estrella invitada Chris Isaak al final del capítulo "El de después del Superbowl", burlándose de la improvisación del personaje al final de la canción. 
En el capítulo "El que Eddie se muda", Phoebe hace una grabación profesional de la canción para un posible lanzamiento de un anuncio, aunque finalmente su voz es sustituida por Elizabeth Daily. Un vídeo corto aparece en este episodio y es incluido entero como un bonus en el DVD de la segunda temporada. En "El del ex-novio de Phoebe", Leslie, interpretada por la estrella invitada Elizabeth Daily, usa la canción como la melodía de un anuncio de arena para gatos. En el episodio de la quinta temporada "El del bolso de Joey", Phoebe conoce a su padre, quién revela que él cantaba una canción de cuna cuando ella era bebé, llamada "Sleep Girl", que tiene la misma melodía de "Smelly Cat." La canción "Smelly Cat Medley" en la banda sonora de Friends Again, acreditado por Phoebe Buffay y The Hairballs (con The Pretenders), cuenta con una grabación del dueto entre Hynde y Phoebe. Hynde después llegó a lanzar una versión de hard rock con letra nueva. La canción se hizo tan famosa que un grupo de comediantes portugueses eligieron Gato Fedorento ("Smelly Cat" en portugués) para el nombre de su programa, afirmando que eran fanes de Friends. Cuando Phoebe conoce a los padres de Mike en "El de la Canción Inapropiada de Ross", ella se la canta durante la cena porque nadie había hablado en diecisiete minutos.
En 2009, un remix dance de la canción se hizo popular en Internet.

### Derecho de animales y medio ambiente
Phoebe tiene muchos principios, aunque a veces no los sigue. Ella es vegetariana y no come "comida con rostro", pero sucumbe a sus deseos de la carne durante su embarazo, aunque solo después de que Joey se compromete a abstenerse de comer carne, así no habrá más animales asesinados. En la primera temporada, Mónica le dice que el paté vegetariano que ella hizo tenía carne de gallina. También se sabe que en la segunda temporada , después de que el esposo de Phoebe la dejara, que ella estaba tan enojada que se comió una hamburguesa con queso. 
En el episodio "The One in Vegas, Part One," ella le enseña a Mónica un anuncio de un filete de 99 centavos y langosta, diciendo que Las Vegas es mejor que Londres. Cuando Mónica le recuerda que ella no come animales, Phoebe responde, "Por 99 centavos te comería a ti". Una vez comió carne de vaca debido a la presión que sintió al visitar a los padres de Mike, luego enfermó y vomitó en su armario como resultado. 
En "The One With All The Lasagnas", come una lasaña de carne con Mónica. Frecuentemente usa su vegetarianismo para pedir disculpas por algunos comportamientos, especialmente los que hacen sufrir a los animales; por ejemplo, cuando ella golpea a Joey y lo hace sangrar, queda sorprendida y dice, "Wow, y soy vegetariana". En el episodio "The one with Chandler and Monica bride", se descubre que tiene además la habilidad de hablar con los animales hablando como juez de una discusión entre el pato y el pollo de Joey y Chandler, aunque Phoebe no se de cuenta de lo asombroso que es esto.
Phoebe está en contra del uso de abrigos de piel, aunque decide que se ve bien en uno que ella hereda. Luego, deja de usarlo porque cree que una ardilla la está juzgando. Una vez se molesta mirando cómo se cortan y venden los árboles en Navidad. Phoebe hace a una mujer disculparse con un árbol después de apagar un cigarro en él. También llora cuando las flores mueren (e incluso organiza funerales para ellas), y se siente mal cuando pisa una línea de hormigas y las mata accidentalmente. Phoebe le da nombre a las ratas y al ratón en su apartamento (Bob y Susie, respectivamente) e incluso le deja galletas a Bob.

### "Regina Falange"
Phoebe usa frecuentemente el alter ego de Regina Falange. La primera referencia a Regina Falange consta en el principio de la quinta temporada, cuando Phoebe está tratando de contactar con la señora Waltham en Inglaterra, después de la boda de Ross y Emily. Ella finge ser la Doctora Regina Falange, la doctora de Ross. Debido a que Ross dijo el nombre de Rachel en la boda, ella trata de justificar el error diciéndole a la señora Waltham que él no ha estado tomando su medicación y por lo tanto los nombres son intercambiables en su mente. 
Cuando el grupo va a Las Vegas, Phoebe se presenta como Regina Falange para que no la echen de nuevo del casino. En otra ocasión, cuando Phoebe, Rachel y Melissa salen a almorzar ("El del gran beso de Rachel"), Melissa le pregunta si ella estaba en una hermandad de mujeres, ella dice "Sí. Tigh Mega Tampon". Cuando Melissa dice '¿Qué?'. Phoebe responde, "Sí, éramos muchas, hasta que se tuvo que cerrar cuando Regina Falange murió de intoxicación etílica". 
También usó su nombre falso para mostrarle a Chandler y Mónica que las personas a veces mienten sobre sus nombres presentándose ante ellos como Regina Falange. Phoebe también usó el nombre cuando practicaba con Chandler para una entrevista sobre sus habilidades en la octava temporada. En el episodio de la décima, "En el que Joey habla francés", Phoebe intenta evitar la humillación de Joey presentándose a sí misma como "Régine Falange" y diciendo que Joey, de hecho, habla en un dialecto oscuro de la lengua francesa de su "ciudad" de "Estée Lauder". Su intento por tratar de convencer al director falla y ella recurre a "admitir la verdad" que Joey es, de hecho, su hermano menor quién es "un peu retardé" (un poco retrasado), y posteriormente hace que el director trate de subirle el ánimo a Joey sobre las habilidades de su francés. La última referencia en la serie es cuando Phoebe le dice a Rachel ,mientras se van a París, que hay un problema con la "falange izquierda" del avión, lo que provoca el pánico entre los pasajeros.

## Relaciones

### Chandler
Chandler actúa como una especie de hermano menor de Phoebe, exigiendo en varias ocasiones, "¡Pheebs! ¡Juega conmigo!". En el capítulo de "El del túnel metafórico", Phoebe y Chandler juegan al escondite. Él va con ella la primera vez que Phoebe visita la casa de su padre. También les gusta crear nombres de superhéroes y juegan con los sillones en el apartamento de Joey y Chandler. Comparten un dúo de "Endless Love" al final de un episodio, cuando Chandler está triste después de haber terminado con Janice. Juegan al Pac-Man. Pasan un Día de Acción de Gracias aparentando ver el partido de fútbol americano juntos para evitar ayudar en la cena. Comparten un disgusto, por el lado agresivo de Mónica, y en lugar de estar enfadado con Phoebe por despedir a Mónica, su organizadora de bodas, en mitad de la cena de ensayo, él se ríe y levanta su copa.
Chandler ve a Phoebe como extraña, haciendo referencias a ser un extraterrestre del espacio exterior en "El de todas las promesas". Phoebe parece disfrutar de jugar con él a medida que avanzan las temporadas. En "El de cuando todos se enteran", él le dice de una manera reconfortante que ella puede decirle cualquier cosa, pero ella trata de engañarlo haciéndole creer que ella se siente atraída por él. Cae en el cebo, hasta que Mónica le dice que Phoebe lo encuentra encantador en una forma "asexuada", indicando que cualquier insinuación de romance son bromas. Ella y Chandler se enfrentan, en un intento de seducción, que ambos saben que es una farsa, con Chandler visiblemente más agitado, aunque Phoebe también está incómoda. Comparten un beso torpe y Chandler casi toca su pecho pero incómodamente mueve su mano hacia su hombro. Luego, Chandler se aleja, gritando que Phoebe ganó, y que él está enamorado de Mónica; a lo que Phoebe responde "yo pensaba que solo se acostaban".
En algunas ocasiones, Phoebe sugiere que ella tiene afecto hacia Chandler, como en "El de cuando Ross conoce al padre de Elizabeth", cuando Phoebe le dice a Chandler que ella estará esperando para que él haga un movimiento en ella. En "El de las tazas de té", Phoebe lee sus tazas de té y descubre que ella pronto conocerá al hombre de sus sueños. Ella dice, "Probablemente es el chico con el que soñé anoche" y luego señala a Chandler y dice "Tú". En "El del fútbol", Phoebe distrae a Chandler mostrándole sus pechos, y él queda visiblemente complacido. Chandler le pide a Phoebe ayuda para elegir el anillo de compromiso para Mónica. Chandler acompaña a Phoebe hasta el altar cuando ella se casa con Mike, aunque Chandler es el único miembro del grupo disponible; originalmente, lo iba a hacer Joey pero tuvo que hacer de cura. Chandler le dice que está "preciosa", y ella parece estar feliz, saludando y diciendo: "Hola, ¡nuevo papá!" (porque Joey iba a ser su padrino y se estaba comportando como si fuera su padre). En Barbados, él y Mónica interpretan el papel de hacer que Mike y Phoebe regresen de su rompimiento. Pasan tiempo juntos en "El del detergente de lavandería germano-oriental", ambos tratando de dejar a sus parejas; Phoebe dice que deberían pasar más tiempo juntos. Sin embargo, ella termina con Janice en su nombre, y él dice que siempre deberían terminar juntos, a lo que ella responde, "¡Me gustaría eso!". También decide que debería llamar Chandler a uno de los hijos de su hermano. La bebé nombrada Chandler termina siendo una niña, por lo que Alice la llama "Channy Fanny".
Phoebe es la razón inicial de que Chandler dejara de fumar en "El del pulgar", ofreciéndole 7000 dólares por no fumar nunca más. Si ella lo hace o no, se mantiene sin especificar.

### Joey
Phoebe y Joey parecen entenderse entre sí. Según un databook, técnicamente Phoebe es más fuerte que Joey, pero esto nunca se supo por el gran amor y cariño que había entre los dos. Son los únicos miembros del grupo que carecen de una educación universitaria, y son relativamente nuevos en el grupo. Joey es el mejor amigo masculino de Phoebe; cenan juntos una vez al mes para hablar del resto del grupo. Ambos personajes muestran complicidad uno para el otro, incluso bromeando o cuando están enojados con los demás. En "The One With the Ride Along", ella explica que "Cuando la revolución venga, tendré que destruirlos a todos... a ti no, Joey". Joey se enfada cuando Ross no apoya su idea de su "gemelo idéntico de mano", y Joey dice que ninguno del grupo puede vivir en su mansión en forma de mano, "excepto tú, Pheebs, tú puedes vivir en el pulgar". Más tarde, ella ayuda a Joey pretendiendo ser Regina Falange, una mujer de negocios interesada en contratar gemelos idénticos de manos. Sin embargo, ella dice que no quiere que sus hijos sustitutos "crezcan en un mundo donde Joey tiene razón" después de una discusión en que Joey insiste que todas las buenas obras son egoístas.
En la quinta temporada, después de que Rachel dijera que Phoebe es la que menos relación con el resto del grupo, Rachel se disculpa diciendo que crearían un grupo nuevo, ellas dos solas, a lo que Phoebe dice que incluirán también a Joey. Joey respeta las creencias de Phoebe como en la reencarnación. Phoebe sin éxito, trata de enseñarle a Joey a hablar francés porque según el currículum él sabe hacerlo. También Phoebe trata de enseñarle a tocar guitarra, pero le prohíbe que literalmente toque una, y tienen una breve caída cuando ella descubre que él buscó un profesor cualificado. Phoebe al parecer le gustó Joey, y estuvo celosa de su relación con su hermana gemela, Úrsula. La relación de Phoebe y Joey nunca pasó de un beso (que pasa cinco veces durante el transcurso del show). En "El de cuando todos cumplen treinta", Phoebe lamenta todas las cosas que quería haber hecho antes de tener 31, incluyendo tener "el beso perfecto" y conocer a una persona portuguesa. Joey la besa y dice, "Oh, soy 1/16 portugués". Phoebe le dice que ellos se casarán porque ella piensa que el matrimonio de Chandler y Mónica fallará. En su predicción, Joey se casa con Rachel por sus hijos y Phoebe se casa con Chandler por su dinero, luego, ellos se divorcian y se casan entre sí con el dinero de Chandler y los hijos de Rachel y Joey.
El cariño que siente hacia Joey también se ve manifestado en el episodio de la última temporada "The One with Phoebe's Wedding" en el que Phoebe se casa con Mike Hannigan. El padrastro de Phoebe sigue en prisión por lo que no tiene quien la entregue en la ceremonia así que le pide a Joey que lo haga, finalmente el sacerdote no puede llevar a cabo la ceremonia por lo que es Joey quien casa a la pareja, mientras que Chandler entrega a la novia.
Kudrow más tarde reveló en una entrevista que ella y LeBlanc habían lanzado una idea a los escritores en que Joey y Phoebe tuvieran sexo casual, pero la idea fue rechazada. David Crane y Marta Kauffman también dijeron que ellos "siempre asumieron que Joey y Phoebe estaban teniendo un romance secreto".

### Ross
Phoebe y Ross son los mejores amigos. Debaten las teorías de la evolución y gravedad, y si la madre de Phoebe ha sido reencarnada en un gato. Phoebe sugiere que, en un punto del futuro, ella y Ross tendrán un desacuerdo que termina con ella matándolo. En "The One With Joey's Big Break", Phoebe afirma estar enojada con Ross pero "no puede recordar"  por qué. Ella recuerda que él la llamó aburrida, pero esto terminó siendo un sueño. Cuando ella se está preparando para celebrar su cumpleaños durante la novena temporada, Ross y Rachel dicen que solo uno de ellos puede ir a la cena con ella, ella rápidamente elige a Rachel, dejando a Ross con un comentario sarcástico, "Caramba, gracias. Me aseguraré de poner un montón de pensamiento en tu regalo". Phoebe encuentra divertido discutir con Ross y sacarlo de quicio. A pesar de sus diferencias, ambos a su vez se buscan entre sí para consejos y ayuda.
Cuando eran adolescentes, Phoebe asaltó a Ross, robándole su mochila y la única copia existente de su historieta "Science Boy". Ella se la devuelve al cabo de los años, la había guardado en una caja con la etiqueta de "Porquerías de la calle". Ella afirma que la ha guardado solo porque era muy buena para vender o fumar. Aparentemente, Phoebe aprendió mucho de "Science Boy" mientras estaba creciendo en las calles. También piensa que la historia es "limpia", porque le da a ella y a Ross un vínculo de su infancia que ella no comparte con otros.
Cuando Ross descubre que Phoebe nunca ha montado una bicicleta, le compra una copia exacta de la bicicleta de un vecino que ella solía envidiar. Ella no sabe montar, así que Ross se enfada y la convence de que la bicicleta morirá sí ella no la monta. Ella se burla de esto, pero cuando él se va, ella le susurra a la bicicleta, "¡Por favor, no te mueras!". Cuando Ross se da cuenta de que él está enamorado de Rachel, Phoebe lo obliga a decirle a Rachel como se siente. Ella es quién decide no decir que Ross no anuló su matrimonio con Rachel en la sexta temporada, y Phoebe se mantiene fiel a su confianza. Ross y Phoebe a veces recurren el uno al otro cuando necesitan consejos emocionales o sexuales. Ross le pide a Phoebe consejos sobre cómo decirle a Mónica que se mudara Rachel, y Phoebe se dirige a Ross por consejos sobre Mike. Ross enoja a Phoebe por decirle que él pensaba que el matrimonio era "demasiado normal" para ella, aunque estaba bien para "un hombre como él". Él la molesta cuando discuten el hecho de que ella nunca tuvo una relación a largo plazo, y luego empeora las cosas al revelar este hecho a Mike.
En un episodio de "flashback", se revela que después de que la relación entre Ross y Carol terminara, ella y Ross casi tienen sexo. Phoebe coquetea a él un par de veces, algunas en broma, otras para obtener lo que ella quiere, como cuando ella y Rachel compiten para ser una dama de honor. Ross a veces devuelve el coqueteo, ya que aumenta su ego, pero ella usualmente lo hace sentirse incómodo con su sexualidad, como cuando le dijo "papi" y le pregunta si él la azotará, en el episodio de "The One with the Lottery". En "The One with George Stephanopoulos", ella dice que piensa que Ross es "muy lindo." Ellos se besan en "The One with All the Resolutions", y cuando Joey miente y dice que Ross quería besarla, ella sonríe y dice que es obvio. También salen con una pareja divorciada en un episodio y se terminan peleando.
Es la única de los amigos que, desde la segunda temporada esta segura que Rachel y Ross son el uno para el otro, argumentando que "es su langosta" ya que éstas, viven juntas agarradas de sus tenazas y nadan en el estanque hasta que son viejas.
En el último episodio de Friends, Phoebe conduce a Ross hacia el aeropuerto en su taxi, y retrasa el vuelo de Rachel así Ross puede declarar su amor a Rachel. Cuando se dan cuenta de que han ido al aeropuerto equivocado, Phoebe llama a Rachel y causa una conmoción que retrasa el vuelo. Rachel inicialmente lo rechaza, y Phoebe lo abraza mientras él llora.

### Mónica
A pesar de que Phoebe y Mónica son muy cercanas, Phoebe a menudo la encuentra competitiva y con un comportamiento fastidioso. Durante uno de los estallidos de Mónica, Phoebe bromea en cómo ella "despertó la bestia". Cuando explica el porqué ella se muda del apartamento de Mónica, Phoebe dice, "¡Necesito vivir en un mundo donde las personas pueden derramar sus bebidas!". Ella se muda de manera engañosa. Una vez que es descubierta, dice que todavía desea ser la amiga de Mónica.
Mónica se pone molesta y avergonzada cuando Phoebe canta fuera de su restaurante; Phoebe le responde insultando la comida de Mónica y al establecimiento. También chocan cuando Mónica toma el control de la boda de Phoebe como planificadora y ella se molesta por su comportamiento exigente, Phoebe le dice a Mónica que está cansada de su autoritarismo y la despide aunque finalmente al encontrarse aterrada por el descontrol que se había vuelto acepta que solo Mónica puede controlarlo y le pide de favor que vuelva a ser "una histérica controladora". Mónica halagada acepta y todo es un éxito.
Durante el compromiso entre Mónica y Chandler, Mónica le dice a Rachel y Phoebe que ella no puede decidir a quién elegir para ser su dama de honor en la boda, así que les deja la decisión a ellas. Inicialmente, se decide que Phoebe puede ser la dama de honor de Mónica, ya que Phoebe dice que nunca ha sido dama de honor. Cuando Rachel descubre que esto no es verdad, Joey y Ross hacen una competición en la que Rachel y Phoebe deben actuar su potencial como dama de honor en diferentes escenarios en la boda. Phoebe gana, pero más tarde le dice a Rachel que ella puede ser la dama de honor de Mónica ya que la boda significa más para ella. Phoebe luego se pone feliz, ya que no debe estar lidiando con la naturaleza controladora de Mónica durante la planificación.
Antes del primer episodio, Phoebe trató de "sacar a Mónica" de su vida. Esto es revelado en "The One With Ross's Tan" (temporada diez) y provoca una breve ruptura entre ellas. Aunque después Phoebe le explica a Mónica que por más que quiso no pudo alejarla de su vida debido a que Mónica era muy "valiente" y regresó, lo cual terminó por gustarle y confiesa que no sabría que sería de su vida sin Mónica, ambas se abrazan y vuelven a ser amigas.

### Rachel
Phoebe y Rachel son compañeras de habitación durante un tiempo en la temporada seis, aunque esto da lugar a algunos enfrentamientos. Rachel se avergüenza de la forma de correr de Phoebe, pero luego corre con ella dándose cuenta de que lastimó sus sentimientos. Phoebe admite que si tuviera que elegir con cuál de sus dos amigas femeninas tendría una relación lésbica, ella elegiría a Rachel porque no es tan buen manjar como Mónica. Al final del episodio, mientras Rachel le dice a Phoebe que ella la elegiría antes que Mónica para tener una relación, ella y Mónica terminan riéndose detrás de Phoebe, diciendo que ellas definitivamente se elegirían entre sí. En un punto, Phoebe insulta a Rachel como camarera, diciéndole, "Sí, de lo contrario alguien puede ser que consiga lo que ha pedido". Esto desencadena peleas entre algunos de los amigos.
En otro de los primeros episodios, Phoebe y Rachel se van a hacer tatuajes juntas. Rachel se hace un corazón en su cadera, pero Phoebe no se hace el tatuaje, ya que ella "no sabía que lo hacían con agujas".
La pareja se acerca mientras el show continúa, pero Rachel se ve obligada a mudarse cuando un incendio destruye su hogar. Cuando se vuelve a construir, Phoebe piensa que Rachel preferiría vivir con Joey. Ella trata de hacer la vida miserable a Rachel en el apartamento de Joey así Rachel se mudaría con ella. Cuando Ross se pelea con Rachel, ella le dice a Phoebe que deberían irse y hacer su propio grupo porque son "las mejores". Phoebe se pone de acuerdo y dice, "Está bien, pero tratemos de conseguir a Joey".
En la séptima temporada, Phoebe no cree a Rachel cuando ella dice que se ha besado con una chica, así que Rachel lleva a Phoebe a la cena con la chica que ella dice que ha besado. La chica niega esto al principio, pero más tarde dice que es lesbiana y que nunca ha olvidado el beso. Cuando la amiga de Rachel se va, Phoebe besa a Rachel y pregunta ¿por qué tanto revuelo?. Rachel, mirándola en shock, dice, "¿Y?" . Phoebe se encoge de hombros y dice, "He tenido mejores".

## Matrimonio
En la novena temporada, Joey le presenta a Phoebe a Mike Hannigan. Phoebe y Mike comienzan una larga relación, que temporalmente termina después de saber que Mike, al haber pasado por un matrimonio fracasado, no quiere volver a casarse. Mike luego se entera de que el primer novio de Phoebe, David, está planeando en proponerle casamiento; él cambia de opinión sobre el matrimonio, y se lo propone a Phoebe antes que David. Phoebe rechaza la propuesta, porque ella solo quería saber si el matrimonio era una posibilidad; ella y Mike son pareja de nuevo. Están oficialmente comprometidos en "The One Where Rachel's Sister Baby-Sits". En "The One with Phoebe's Wedding", durante la temporada final, Phoebe ronda los 35-36 años cuando se casan en la calle afuera de Central Perk, con Mónica como dama de honor, Rachel como dama de honor, Joey de oficiante, Chandler entregando a Phoebe, y Ross sosteniendo al perro de infancia de Mike como padrino de boda.
Cuando ella se cambia su nombre después de la boda, Phoebe descubre que se lo puede cambiar a lo que ella quiera. Se convierte en "Princess Consuela Bananahammock", pero pide que sus amigos la llamen "Valerie". Para mostrarle a Phoebe lo ridículo sonaba, Mike sugiere cambiar su nombre a "Crap Bag". Phoebe cede, pero quiere dejar el nombre "Bananahammock", hasta saber que es una jerga de Speedo. Ella cambia su nombre a Phoebe Buffay-Hannigan.
Phoebe se ha casado antes. Su anterior esposo, Duncan, era un bailarín sobre hielo y homosexual, un viejo amigo, y alguien de quien Phoebe estaba enamorada. Se casaron y para que él pudiera obtener una Green Card; él más tarde confiesa que le gustan las mujeres, pero se divorcia de Phoebe de todas maneras. También es posible que Phoebe se haya casado antes en Las Vegas en algún momento en el pasado. Ella indica su creencia de que las personas casadas en Las Vegas están solo casadas dentro de los límites de la ciudad, y se sorprende cuando Mónica le informa que su unión es legal en todo el mundo. Después de un momento de angustia breve, se encoge de hombros ante la revelación.
Phoebe también estuvo comprometida brevemente con Joey. En "The One With The Red Sweater", Joey cree que Phoebe está embarazada y le propone matrimonio. Phoebe se pone de acuerdo y acepta su anillo, pero Joey toma el anillo de vuelta y se lo propone a Rachel cuando descubre que ella es la amiga qué está embarazada.

## Producción
El embarazo de Phoebe durante la cuarta temporada sucedió en paralelo al el embarazo real de Lisa Kudrow que dio a luz a un niño después de que terminara la temporada.
La primera línea de Phoebe en la serie fue: "Espera, ¿suele mascar tiza?" (todos miran, mientras Phoebe explica): "No quiero que ella pase por lo que yo pasé con Carl". La última línea de Phoebe es: "Supongo que se acabó", antes de que todos se vayan del apartamento de Chandler y Mónica para siempre.

### Casting
Lisa Kudrow consiguió el papel porque a los productores les gustó su papel recurrente como Úrsula, una camarera en Mad About You. Los personajes fueron retrospectivos para que fueran hermanas gemelas. Los productores dijeron que les gustaron los elementos de Lisa en Úrsula, pero necesitaban que Phoebe fuera más dulce.

### Recepción
TV Guide la clasificó en el número 11 en su lista de "Top 100 de Personajes en la Televisión". Entertainment Weekly votó a Phoebe Buffay en Friends como la mejor actuación de Lisa Kudrow.